# وعلان درني
وعلان درني (الاسم العلمي: Commelina tuberosa) هو نوع من النباتات يتبع جنس الوعلان من الفصيلة الوعلانية.